# 萨乌尔·尼格斯
薩烏爾·尼格斯·艾斯古比斯（西班牙語：Saúl Ñíguez Esclápez，1994年11月21日—），通常稱為薩烏爾（西班牙語：Saúl），是一名西班牙職業足球員，司職中場，現効力巴西足球甲級聯賽球會法林明高。

## 球會生涯
薩烏爾出生在巴倫西亞自治區阿利坎特省埃爾切。
2008年，薩烏爾以還未滿14歲之齡從皇家馬德里轉會加盟同城球會馬德里競技。
他在2010-11西乙球季首次為床單軍團B隊上陣，在2011年4月11日，他打入自己首個在床單軍團的進球，協助B隊作客以3：1擊敗埃斯特雷马杜拉， 他最終協助球隊以中游位置完成該球季。
2011年的夏季，薩烏爾被提升至一隊，從而參加季前熱身賽。同年7月10日，他在對陣CD Arcángel的友誼賽中個人梅開二度，協助球隊大勝19:1。

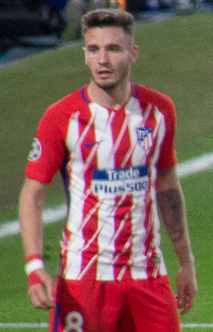
薩烏爾在2017年

2012年3月8日，薩烏爾以17歲又108天在床單軍團的一隊正式上陣。他在2011/12賽季歐霸盃對陣比錫達斯十六強首回合踢了最後六分鐘。協助球隊以3:1勝出賽事。 他第二次為床單軍團上陣是在同年9月20日，2012/13賽季歐霸盃對陣以色列球會特拉維夫夏普爾的比賽中，他同樣以替補身份上場;三天之後，他為B隊打進一球，協助球隊以2:1擊敗皇家馬德里C隊
薩烏爾史在2013年4月21日完成他在西甲的處子首演，他在馬德里競技主場1:0戰勝塞維利亞的比賽中以替補身份取代科克。 他在同年5月4日對陣拉科魯尼亞的比賽中再次以替補身份上陣，雙方最終以0:0打成平手。
2013年7月21日，薩烏爾以租借形式加盟西甲球會巴列卡诺，為期一年。在外借一個球季後他重返馬競，他在2014年西班牙超級盃首回合作客皇家馬德里的比賽中正選上陣。
2015年2月7日的馬德里打吡，薩烏爾在上半場10分鐘以替補身份代替受傷離場的科克，在8分鐘後打進一球精準的倒掛協助俱樂部領先皇馬2:0，最後馬競以4:0擊敗皇馬。

從2015-16賽季開始，馬里奧•蘇亞雷斯（Mario Suárez）離隊後，蒂亞戈（Tiago Mendes）受傷，他成為了迭戈·西蒙尼領導的球隊的核心中場 。
在2016年4月27日，馬競在欧冠半決賽對陣拜仁慕尼黑，薩烏爾在卡尔德隆球场，打進了唯一的進球。
2017年4月18日，歐冠8強，薩烏爾通過一個漂亮的頭球幫助馬競以1比1打平了萊斯特城 （總比數2-1晉級4強）

### 切爾西
2021年8月31日，薩烏爾以租借方式加盟英超俱樂部車路士，效力於2021-22賽季剩餘時間，並可選擇在租借完成後永久轉會。他在9月11日球隊以3-0擊敗阿斯頓維拉的比賽中首次亮相英超聯賽。
2022年2月13日，車路士在阿聯酋首都阿布扎比舉行的世界冠軍球會盃決賽，加時後以2-1挫南美洲代表彭美拉斯，薩烏爾在該場比賽後備登場。

## 國際賽生涯
萨乌尔已經在西班牙所有西班牙青年軍獲得47次上陣。
2015年5月26日，他被國家隊徵召到與哥斯達黎加的熱身賽以及在2016年歐洲國家盃外圍賽事對陣白俄羅斯，但仍未獲得正式上陣。
2016年9月1日，萨尔完成了他的首秀，在比利时2-0的友谊赛中出场15分钟。
在新教练路易斯·恩里克的带领下，萨乌尔于2018年9月8日为国家队打进了第一个进球，在温布利大球场举行的2018-2019赛季欧洲国家联赛A组比赛中最终以2-1的比分战胜了英格兰队，扳平了比分。

## 個人生活
萨乌尔出生自一個足球家庭。他的父親何塞·安東尼奧是一名前鋒球員，曾經在1984–85赛季的頂級聯賽效力埃爾切。他的哥哥Jony和Aarón同樣是中場球員。他們都被華倫西亞相中。

## 球會數據
最後更新：2018年5月20日
| 球會          | 賽季     | 聯賽 | 聯賽 | 盃賽 | 盃賽 | 洲際 | 洲際 | 其他 | 其他 | 總供 | 總供 |
| 球會          | 賽季     | 上場 | 入球 | 上場 | 入球 | 上場 | 入球 | 上場 | 入球 | 上場 | 入球 |
| ------------- | -------- | ---- | ---- | ---- | ---- | ---- | ---- | ---- | ---- | ---- | ---- |
| 馬德里競技B隊 | 2010–11  | 22   | 1    | —    | —    | —    | —    | —    | —    | 22   | 1    |
| 馬德里競技B隊 | 2011–12  | 22   | 1    | —    | —    | —    | —    | —    | —    | 22   | 1    |
| 馬德里競技B隊 | 2012–13  | 26   | 6    | —    | —    | —    | —    | —    | —    | 26   | 6    |
| 馬德里競技B隊 | 總計     | 70   | 8    | —    | —    | —    | —    | —    | —    | 70   | 8    |
| 馬德里競技    | 2011–12  | 0    | 0    | 0    | 0    | 1    | 0    | 0    | 0    | 1    | 0    |
| 馬德里競技    | 2012–13  | 2    | 0    | 2    | 0    | 6    | 0    | 0    | 0    | 10   | 0    |
| 馬德里競技    | 總計     | 2    | 0    | 2    | 0    | 8    | 0    | 0    | 0    | 12   | 0    |
| 華歷簡奴      | 2013–14  | 34   | 2    | 3    | 0    | —    | —    | —    | —    | 37   | 2    |
| 華歷簡奴      | 總計     | 34   | 2    | 3    | 0    | 0    | 0    | 0    | 0    | 37   | 2    |
| 馬德里競技    | 2014–15  | 24   | 4    | 4    | 0    | 5    | 0    | 2    | 0    | 35   | 4    |
| 馬德里競技    | 2015–16  | 31   | 4    | 4    | 2    | 13   | 3    | 0    | 0    | 48   | 9    |
| 馬德里競技    | 2016–17  | 33   | 4    | 8    | 1    | 12   | 4    | 0    | 0    | 53   | 9    |
| 馬德里競技    | 2017–18  | 36   | 2    | 5    | 0    | 15   | 4    | 0    | 0    | 56   | 6    |
| 總計          | 總計     | 126  | 14   | 23   | 3    | 53   | 11   | 2    | 0    | 204  | 28   |
| 生涯總計      | 生涯總計 | 228  | 24   | 26   | 3    | 53   | 11   | 2    | 0    | 308  | 38   |

## 團隊榮譽

### 俱樂部
馬德里體育會
- 西班牙足球甲级联赛冠軍：2020–21賽季[21]
- 西班牙國王盃冠軍：2013年
- 西班牙超級盃冠軍：2014年
- 欧足联欧洲联赛冠軍：2012年、2018年
- 歐洲超級盃冠軍：2018
- 歐洲聯賽冠軍盃：2015-16亞軍

 切尔西
- 国际足联俱乐部世界杯冠軍：2021年

### 國家隊
西班牙 U19
- 歐洲U-19足球錦標賽冠軍：2012年

 西班牙 U21
- 歐洲U-21足球錦標賽亞軍：2017年

### 個人榮譽
- 歐洲U-21足球錦標賽金靴獎：2017年
- 歐洲U-21足球錦標賽賽事最佳球員：2017年

## 外部連結
- Soccerway資料庫：萨乌尔·尼格斯
- BDFutbol profile （页面存档备份，存于）